# Carl Hallenborg (militär)
Carl Axel Hallenborg, född den 22 januari 1865 i Villie församling, Malmöhus län, död den 9 juli 1934 i Stockholm, var en svensk militär. Han tillhörde ätten Hallenborg och var son till Magnus Hallenborg.
Hallenborg blev underlöjtnant vid Skånska husarregementet 1883. Efter att ha genomgått krigshögskolan 1886–1888 blev han löjtnant där 1893, ryttmästare 1900 och major 1908. Hallenborg befordrades till överstelöjtnant vid Livgardet till häst 1913 och till överste i armén 1915. Han var överste och chef för Smålands husarregemente 1915–1918. Hallenborg blev adjutant hos kungen 1909 och överadjutant 1915. Han blev hovstallmästare 1928. Hallenborg blev riddare av Svärdsorden 1904 och kommendör av andra klassen av samma orden 1919. Han vilar på Norra begravningsplatsen utanför Stockholm.